# Maksim Purkáyev
Maksim Alekseevich Purkáyev (en ruso: Макси́м Алексе́евич Пурка́ев; Nalitovo, Imperio ruso, 14 de agosto de 1894 - Moscú, Unión Soviética, 1 de enero de 1953) fue un oficial militar soviético que combatió durante la Segunda Guerra Mundial en las filas del Ejército Rojo, donde alcanzó el grado militar de general del ejército (1944). Durante la guerra comandó varios ejércitos y Frentes durante las campañas en Rusia —sobre todo en los alrededores de Moscú— y en Manchuria.

## Biografía

### Infancia y juventud
Maksim Purkáyev nació el 14 de agosto de 1894 en Nalitovo, una pequeña localidad situada en la Gobernación de Simbirsk —entonces parte del Imperio ruso, actualmente ubicada en la república de Mordovia en Rusia—. En el seno de una familia de clase trabajadora. A la edad de dos años, junto con su madre y sus otros hermanos, se mudó con su padre a las minas de oro de Lena (cerca de Bodaibó). Tras la muerte de su padre en 1909, se vio obligado a trabajar en las minas. En 1911 regresó a Nalitovo donde permaneció hasta 1912 cuando se mudó a la ciudad de Alátyr donde vivió hasta 1915.
En septiembre de 1915, fue reclutado por el Ejército Imperial ruso como soldado de la milicia de segunda categoría. Sirvió en el 94.º Regimiento de Infantería de reserva, en enero de 1916 fue trasladado al 164.º Batallón de Infantería de reserva en Kazán. En marzo fue enviado a estudiar, hasta junio de 1916 cuando se graduó en la escuela de suboficiales de Sarátov (ascendido al rango de suboficial el 15 de junio de 1916). Después de completar sus estudios, se desempeñó como oficial subalterno de una compañía en el 166.º Regimiento de Fusileros de reserva en la ciudad de Sarápul (óblast de Vyatka), en junio de 1917 fue trasladado a la 2.ª Brigada de Infantería de reserva y, en agosto de 1917, al 256.º Regimiento de Fusileros de reserva.
Después de la Revolución de febrero de 1917, los soldados del regimiento lo nombraron miembro del comité de soldados del regimiento y delegado en el Consejo (Sóviet) de Diputados Obreros, Campesinos y Soldados de Sarápul. Dirigió la agitación revolucionaria entre los soldados, por lo que en septiembre de 1917 fue trasladado a la 28.ª Brigada de Artillería en el Frente Occidental. Desde diciembre de 1917, después de la Revolución de Octubre, fue censista de la comisión para la liquidación del regimiento de reserva en Aláty.
En julio de 1918 se unió al Ejército Rojo. En agosto de 1919, asumió el mando de una compañía del 3.er Regimiento de la 24.ª División de Fusileros de Hierro de Samara-Simbirsk, en noviembre de 1918, asumió el mando de un batallón del 215.º Regimiento de Fusileros y, en abril de 1919, fue ascendido a subcomandante del regimiento, luego, en septiembre de 1920, ocupó el puesto de comandante de la 213.º Regimiento de Fusileros de la división. Durante la guerra combatió en los frentes oriental, meridional y occidental, donde participó en las batallas por las ciudades de Simbirsk, Samara, Buguruslán, Orsk y en la represión del levantamiento campesino en la zona de la ciudad de Kalach del Don. Luego luchó en el frente polaco, donde fue herido tres veces, posteriormente, en mayo de 1922, fue nombrado comandante del 99.º Regimiento de Fusileros.

### Periodo de entreguerras

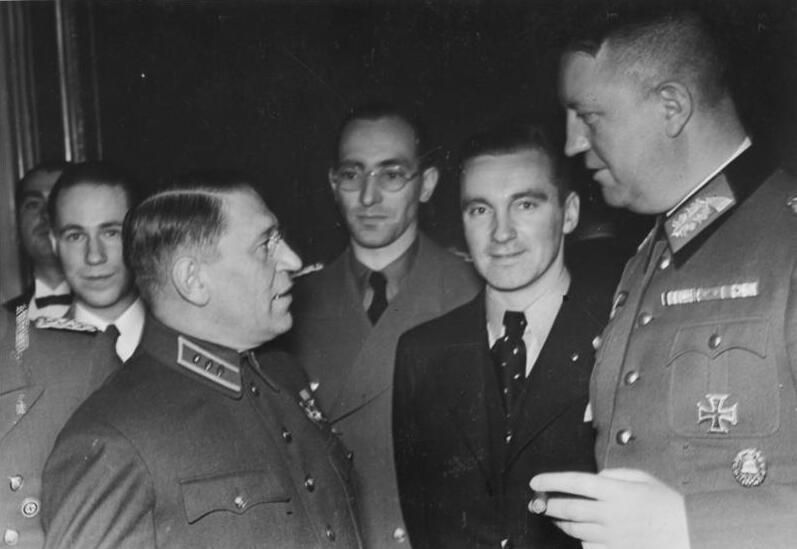
El comandante del cuerpo de agregados militares Purkaev y el general de artillería Friedrich Fromm en Berlín, 1939

En 1923 se graduó en la Escuela Superior de Fusileros Tácticos de los Comandantes del Ejército Rojo. A partir de enero de 1926 ocupó sucesivamente el cargo de jefe de Estado Mayor en las divisiones de fusileros 33.ª de Samara, 37.ª, 29.ª y 48.ª de Tver. Después de completar el Curso de Formación Avanzada para personal de mando superior en 1930, fue nombrado jefe de Estado Mayor de la 48.ª División de Fusileros de Tver, luego jefe del Segundo Departamento y subjefe de Estado Mayor del Distrito Militar de Moscú.
En 1936, se graduó en la Academia Militar Frunze y fue nombrado comandante y comisario militar de la 1.ª División Motorizada. En febrero de 1938 dirigió el cuartel general del Distrito Militar de Bielorrusia y en agosto de 1939 fue nombrado agregado militar en la Embajada de la Unión Soviética en Alemania, puesto que ocupó hasta febrero de 1940 cuando fue asignado como jefe de Estado Mayor del Distrito Militar de Bielorrusia y, en julio, ocupó el mismo puesto en el Distrito Militar Especial de Kiev. En 1939, participó en la planificación de la invasión soviética de Polonia.

### Segunda Guerra Mundial

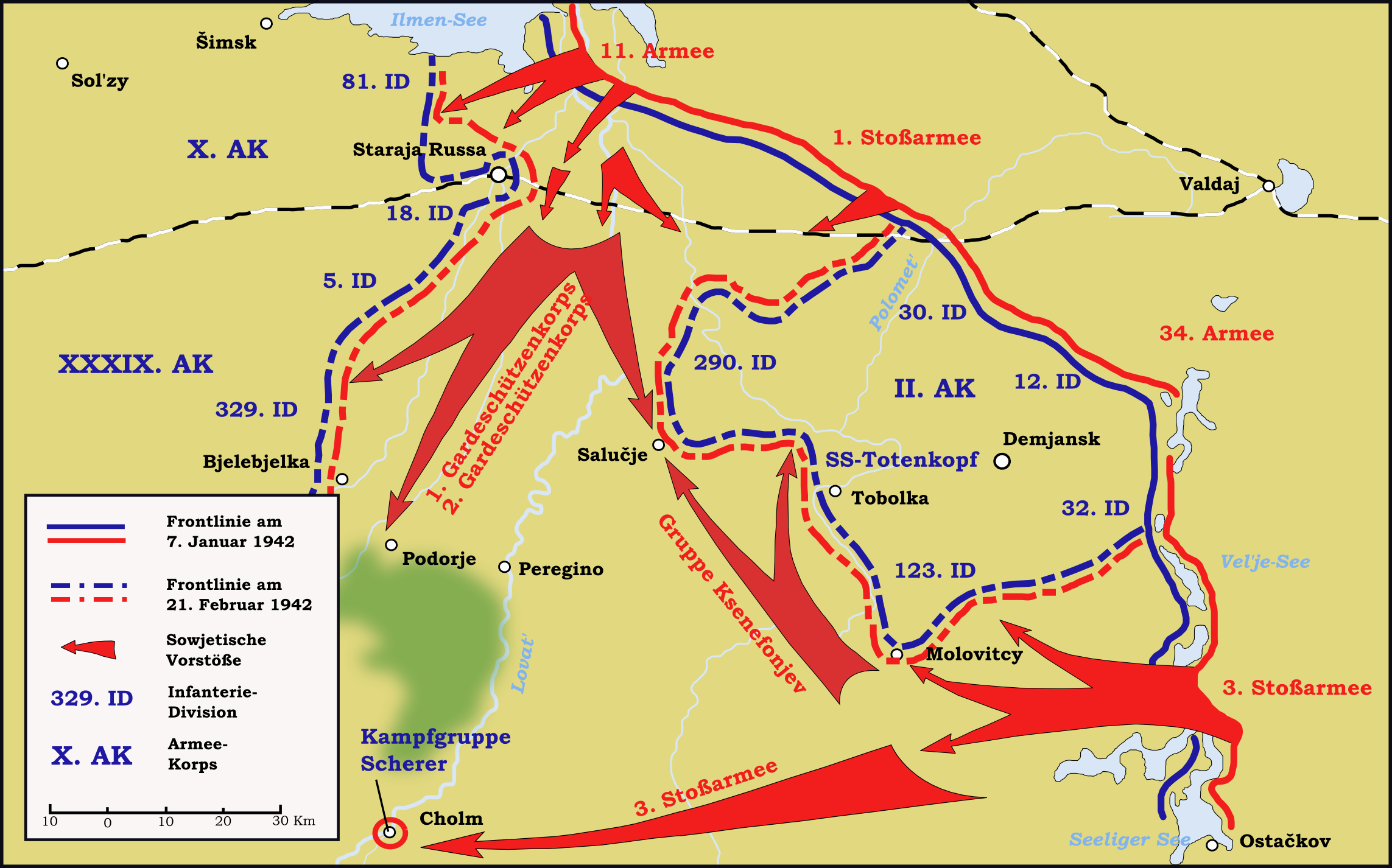
Mapa (en alemán) de la operación Torópets-Jolm que supuso el cerco del II Cuerpo de Ejército alemán en la Bolsa de Demiansk. El 3.º Ejército de Choque de Purkaev está al sur

En junio de 1941, al inicio de la invasión alemana de la Unión Soviética, Purkaev ocupaba el puesto de Jefe de Estado Mayor del recién creado Frente Sudoeste (al mando del teniente general Mijaíl Kirponós). A finales de julio fue asignado al grupo del mariscal Kliment Voroshílov, quien estaba a cargo de la formación y entrenamiento de las formaciones de reserva en el Distrito Militar del Volga. En noviembre de 1941, ocupó el puesto de comandante del 60.º Ejército, que a finales de diciembre se transformó en el 3.º Ejército de Choque. Al mando de este ejército y como parte del Frente Noroeste (el 22 de enero de 1942 fue renombrado como Frente de Kalinin), participó en una serie de batallas defensivas en los alrededores de Moscú, principalmente en la operación Torópets-Jolm (del 9 de enero al 6 de febrero de 1942) —La operación se saldó con una victoria soviética y contribuyó a la formación de la Bolsa de Jolm y al cerco del II Cuerpo de Ejército de la Wehrmacht en la Bolsa de Demiansk— y en el avance exitoso a través de las defensas enemigas en el área del lago Seliguer.
En agosto de 1942, fue ascendido al mando del Frente de Kalinin, en este puesto se encargó de preparar y llevar a cabo la ofensiva de Velíkiye Luki (19 de noviembre de 1942-16 de enero de 1943), en el trascurso de esta operación una fuerza alemana de 7000 soldados y oficiales fue rodeada dentro de la ciudad, que había sido fortificada. Tras meses de intensos combates, los defensores alemanes se rindieron en enero de 1943. En el invierno de 1942,  el Frente de Kalinin, en cooperación con el Frente Oeste (al mando del coronel general Iván Kónev), participó en la ofensiva de Rzhev-Sychevsky y en la ofensiva de Rzhev-Viazma de 1943.
En abril de 1943, fue nombrado comandante de las tropas del Frente del Lejano Oriente (el 5 de agosto de 1945, el frente fue renombrado como Segundo Frente del Lejano Oriente), al que estaban operativamente subordinadas las flotillas del Amur y del Pacífico Norte. Al mando de las tropas del frente participó en la operación Tormenta de Agosto, operación que supuso la destrucción del Ejército de Kwantung japonés y la liberación de Manchuria. En agosto de 1945, las tropas bajo su mando tomaron parte en la invasión del sur de la isla de Sajalín y en la operación Sungari (la ocupación de las islas Kuriles).

### Posguerra
Después de la guerra comandó las tropas del Distrito Militar del Lejano Oriente y, en junio de 1947, fue nombrado jefe de Estado Mayor y primer subcomandante en jefe de las tropas del Lejano Oriente. En julio de 1952, fue trasladado a la oficina central del Ministerio de Defensa de la URSS y nombrado jefe de la Dirección de Instituciones de Educación Militar Superior, puesto en el que permaneció hasta su muerte el 1 de enero de 1953. Fue enterrado en el cementerio Novodévichi de Moscú.
Además de su faceta como militar fue diputado de la II Convocatoria del Sóviet Supremo de la Unión Soviética (1946-1950).

## Promociones
- Kombrig (17 de febrero de 1936)
- Komdiv (15 de julio de 1938)
- Komkor (9 de febrero de 1939)

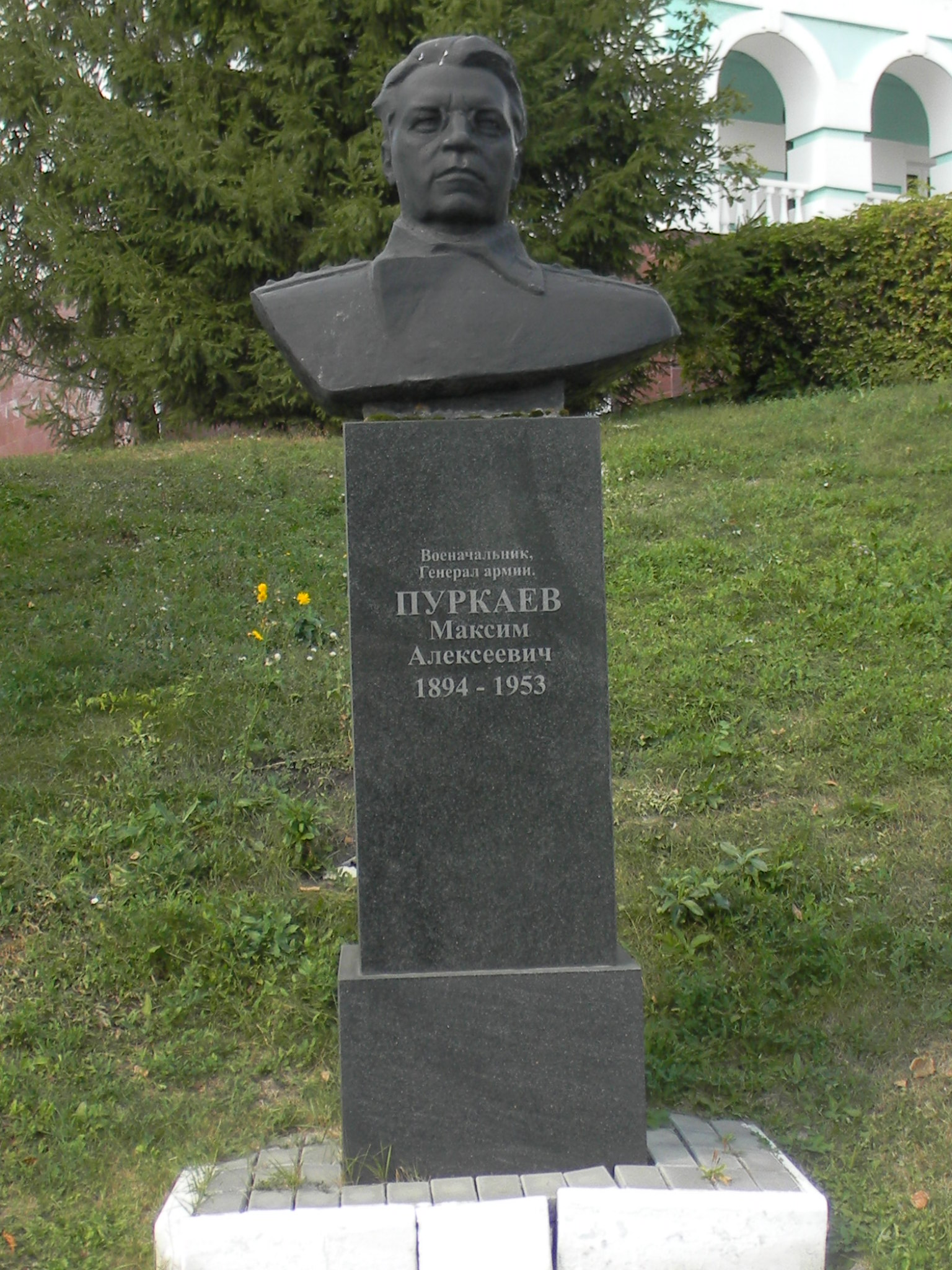
Busto de Maskin Purkaev en Saransk, Mordovia

- Teniente general (4 de junio de 1940)
- Coronel general (18 de noviembre de 1942)
- General del ejército (26 de octubre de 1944).[3]

## Condecoraciones
A lo largo de su carrera militar Maksim Purkaev recibió las siguientes condecoraciones
|  | Orden de Lenin, dos veces (12 de noviembre de 1943 - «Por el cumplimiento ejemplar de las tareas de la dirección del Ejército Rojo sobre la movilización, formación, reclutamiento y entrenamiento de unidades y formaciones» y 21 de febrero de 1945) |
|  | Orden de la Bandera Roja, cuatro veces (11 de mayo de 1922, 22 de febrero de 1941, 3 de noviembre de 1944 y 20 de junio de 1949) |
|  | Orden de Suvórov de 1.er grado (8 de septiembre de 1945) |
|  | Orden de Kutúzov de 1.er grado (28 de enero de 1943) |
|  | Medalla por la Defensa de Moscú (1 de mayo de 1944) |
|  | Medalla por la Victoria sobre Alemania en la Gran Guerra Patria 1941-1945 (9 de mayo de 1945) |
|  | Medalla por la Victoria sobre Japón (30 de septiembre de 1945) |
|  | Medalla del 20.º Aniversario del Ejército Rojo de Obreros y Campesinos (22 de febrero de 1938) |
|  | Medalla del 30.º Aniversario de las Fuerzas Armadas de la URSS (21 de enero de 1948) |
|  | Legión al Mérito (Estados Unidos) |
|  | Medalla por la Victoria sobre Japón (Mongolia, 1945) |
|  | Medalla por la Liberación de Corea (Corea del Norte, 1948). |